# Грибовская (Тарногский район)
Грибовская — деревня в Тарногском районе Вологодской области.
Входит в состав Илезского сельского поселения, с точки зрения административно-территориального деления — в Илезский сельсовет.
Расстояние по автодороге до районного центра Тарногского Городка — 35 км, до центра муниципального образования Илезского Погоста — 0,5 км.
По переписи 2002 года население — 18 человек.